# Fotboll vid olympiska spelen 1906
Fotboll vid olympiska spelen 1906 (extraspelen) i Aten, Grekland var en inofficiell turnering. Fyra lag deltog, tre av dem var klubblag från Grekland och Osmanska Riket. 
Atens lag drog sig ur från finalen vid halvtid, för att upprätthålla sin värdighet, och erbjöds att spela en playoffmatch om andra platsen, men tackade nej och diskvalificerades från turneringen.
Smyrna och Thessaloniki, då städer i Osmanska Riket, möttes i stället. Thessalonikis lag bestod av spelare från Omilos Philomuson, senare Iraklis Thessaloniki FC). Smyrnas lag bestod av engelska, franska och armeniska spelare.
Målskyttarna i denna turnering är okänt (2010).

## Resultat
| Semifinaler, 23 april 1906         | Semifinaler, 23 april 1906 | Semifinaler, 23 april 1906 | Semifinaler, 23 april 1906 | Semifinaler, 23 april 1906 | Semifinaler, 23 april 1906 |
| ---------------------------------- | -------------------------- | -------------------------- | -------------------------- | -------------------------- | -------------------------- |
| Danmark                            | 5                          | -                          | 1                          | Smyrna                     |                            |
| Aten                               | 5                          | -                          | 0                          | Thessaloniki               |                            |
| Final, 24 april 1906               |                            |                            |                            |                            |                            |
| Danmark                            | 9                          | -                          | 0                          | Aten                       |                            |
| Match om andra pris, 25 april 1906 |                            |                            |                            |                            |                            |
| Smyrna                             | 12                         | -                          | 0                          | Thessaloniki               |                            |

## Spelartrupper
- Danmark: Viggo Andersen, Peder Pedersen, Charles von Buchwald, Parmo Ferslev, Stefan Rasmussen, Aage Andersen, Oscar Nielsen, Carl Pedersen, Holger Frederiksen, August Lindgren, Henry Rambusch, Hjalmar Herup

- Smyrna (Osmanska riket): Edwin Charnaud, Zareck Couyoumdzian [2], Edouard Giraud, Jacques Giraud, Henri Joly, Percy de la Fontaine, Donald Whittal, Albert Whittal, Godfrey Whittal, Harold Whittal, Edward Whittal.

- Thessaloniki (Osmanska riket,  Grekiskt lag[1]): Georgios Vaporis, Nikolaos Pindos, Antonios Tegos, Nikolaos Pentzikis, Ioannis Kyrou, Georgios Sotiriadis, Vasilios Zarkadis, Dimitrios Mikhitsopoulos, Antonios Karagionidis, Ioannis Abbot, Ioannis Saridakis.

- Aten (Grekland): Panagiotis Vrionis, Nikolaos Dekavalas, Georgios Merkouris, Konstantinos Botasis, Grigorios Vrionis, Panagiotis Botasis, Georgios Gerontakis, Georgios Kalafatis, Theodoros Nikolaidis, Konstantinos Siriotis, A. Georgiadis.